# Baryon
Baryon hay còn gọi là baryon fermion là các hạt hadron có spin bán nguyên (do đó là fermion) chứa 3 quark hóa trị và 3 phản quark hóa trị.
Tên Baryon xuất phát từ chữ Hy Lạp βαρύς (barys) có nghĩa là nặng vì thời gian khi đặt tên, các hạt cơ bản khác hầu hết là nhẹ hơn.
Ví dụ:
- Hạt nhân có thành phần là các fermion: proton và neutron
- Hyperon là các hạt Δ, λ, Ω... có thời gian tồn tại rất ngắn, và nặng hơn các thành phần hạt nhân. Chúng thường không xuất hiện trong hạt nhân, mà chỉ được hình thành trong các phản ứng va chạm, sau đó phân rã thành các dạng khác.

## Sơ đồ Baryon

Baryon decuplet: Spin=3/2.

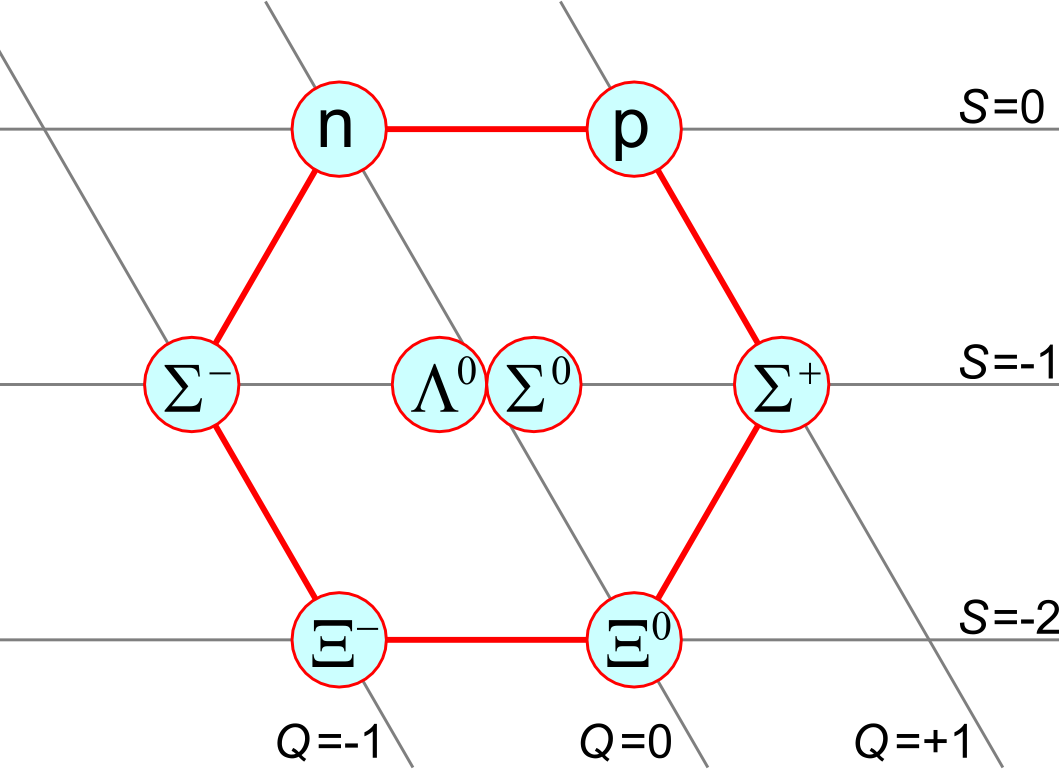
Baryon octet: Spin=1/2.

## Danh sách các hạt Baryon
| Hạt            | Ký hiệu | Hạt quark được chứa | Mô hình cấu tạo | Khối lượng nghỉ MeV/c² | Spin | S  | C  | B  | Thời gian sống s | Phân rã thành      |
| -------------- | ------- | ------------------- | --------------- | ---------------------- | ---- | -- | -- | -- | ---------------- | ------------------ |
| Proton         | p       | uud                 |                 | 938.3                  | 1/2  | 0  | 0  | 0  | Ổn định[1]       | Chưa được quan sát |
| Neutron        | n       | ddu                 |                 | 939.6                  | 1/2  | 0  | 0  | 0  | 885.7±0.8[2]     | p + e- + νe        |
| Delta          | Δ++     | uuu                 |                 | 1232                   | 3/2  | 0  | 0  | 0  | 6×10−24          | π+ + p             |
| Delta          | Δ+      | uud                 |                 | 1232                   | 3/2  | 0  | 0  | 0  | 6×10−24          | π+ + n or π0 + p   |
| Delta          | Δ0      | udd                 |                 | 1232                   | 3/2  | 0  | 0  | 0  | 6×10−24          | π0 + n or π- + p   |
| Delta          | Δ-      | ddd                 |                 | 1232                   | 3/2  | 0  | 0  | 0  | 6×10−24          | π- + n             |
| Lambda         | Λ0      | uds                 |                 | 1115.7                 | 1/2  | -1 | 0  | 0  | 2.60×10−10       | π- + p or πo + n   |
| charmed Lambda | Λ+c     | udc                 |                 | 2285                   | 1/2  | 0  | +1 | 0  | 2.0×10−13        |                    |
| bottom Lambda  | Λ0b     | udb                 |                 | 5624                   | 1/2  | 0  | 0  | -1 | 1.2×10−12        |                    |
| Sigma          | Σ+      | uus                 |                 | 1189.4                 | 1/2  | -1 | 0  | 0  | 0.8×10−10        | π0 + p hoặc π+ + n |
| Sigma          | Σ0      | uds                 |                 | 1192.5                 | 1/2  | -1 | 0  | 0  | 6×10−20          | Λ0 + γ             |
| Sigma          | Σ-      | dds                 |                 | 1197.4                 | 1/2  | -1 | 0  | 0  | 1.5×10−10        | π- + n             |
| bottom Sigma   | Σ+b     | uub                 |                 |                        | 1/2  | 0  | 0  | -1 |                  | Λ0b + π+           |
| bottom Sigma   | Σ-b     | ddb                 |                 |                        | 1/2  | 0  | 0  | -1 |                  | Λ0b + π-           |
| Xi             | Ξ0      | uss                 |                 | 1315                   | 1/2  | -2 | 0  | 0  | 2.9×10−10        | Λ0 + π0            |
| Xi             | Ξ-      | dss                 |                 | 1321                   | 1/2  | -2 | 0  | 0  | 1.6×10−10        | Λ0 + π-            |
| charmed Xi     | Ξ+c     | usc                 |                 | 2466                   | 1/2  | -1 | +1 | 0  | 4.4×10−13        |                    |
| charmed Xi     | Ξ0c     | dsc                 |                 | 2472                   | 1/2  | -1 | +1 | 0  | 1.1×10−13        |                    |
| đáy Xi         | Ξ-b     | dsb                 |                 | 5792±3                 | 1/2  | -1 | 0  | -1 | 1.42×10−12       | Ξ-+J/ψ (seen)      |
| Omega          | Ω-      | sss                 |                 | 1672                   | 3/2  | -3 | 0  | 0  | 0.82×10−10       | Λ0 + K- or Ξ0 + π- |
| charmed Omega  | Ω0c     | ssc                 |                 | 2698                   | 1/2  | -2 | +1 | 0  | 7×10−14          |                    |

[1]ít nhất 1 triệu tỉ tỉ tỉ năm (1035). Xem phân rã proton.

[2]đúng với các nơtron tự do; trong hầu hết các hạt nhân thông thường, nơtron là bền.